# ملبورن ویلج (فلوریدا)
ملبورن ویلج (به انگلیسی: Melbourne Village) شهرکی در شهرستان بریوارد ایالت فلوریدا است که در سال ۱۹۵۷ بنیان‌گذاری شده‌است. این شهرک طبق سرشماری سال ۲۰۱۰ میلادی، ۶۶۲ نفر جمعیت داشته و مساحت آن نیز ۱٫۵ کیلومتر مربع است.